# Siniša Glavašević
Siniša Glavašević   (Vukovar, 4 de novembre de 1960 - Croàcia, 20 de novembre de 1991) va ser un reporter croat assassinat per paramilitars serbis després de la batalla de Vukovar.
Nadiu de Vukovar, Glavašević va acabar allà a l'escola primària i va entrar a la Universitat de Sarajevo, on es va graduar de Literatura Comparada. Durant la Guerra de Croàcia, va ser editor en cap de Ràdio Vukovar.

Durant la batalla de Vukovar, Glavašević va informar regularment des de la ciutat assetjada. Se'l recorda particularment per una sèrie d'històries que va llegir als oïdors i que parlaven de valors humans bàsics. El 16 d'octubre de 1991, Glavašević va dir en la Ràdio Croata:
«Vukovar es rendix a Croàcia, Europa i el món, o bé les autoritats croates ho intentaran tot per a aconseguir un alto el foc permanent o enviaran l'assistència necessària i eficient, de tipus militar, o evacuaran tota la població civil d'esta àrea. Existix una altra opció, que és la completa i final destrucció de la ciutat i una massacre de la seua població, així com dos-cents cinquanta ferits greus. No obstant, eixa opció no està en la ment de ningú ací. Els herois d'esta ciutat són necessaris durant algun temps més, com a testimonis vius d'esta guerra. Gràcies, Zagreb. No talles esta part...»
El 18 de novembre de 1991, Glavašević va enviar el seu últim informe, que acabava així:
«La imatge de Vukovar a les 22 hores del 87é dia [del setge] quedarà per a sempre en la memòria dels testimonis d'este temps. Hi ha infinites visions horripilants, i pots olorar el foc. Caminem sobre cossos, material de construcció, vidres, detrits i l'espantós silenci... Esperem que les tempestes de Vukovar hagen acabat».
Glavašević desaparegué poc després del seu últim informe. Havia sigut capturat i executat per forces paramilitars sèrbies, juntament amb altres centenars de persones entre el 18 i el 20 de novembre. El 1997, el seu cos va ser exhumat d'una fossa comuna en una granja pròxima a Ovčllaura. Tenia 31 anys. Tant Glavašević com el seu company periodista Branimir Polovina, nadiu d'Ovčllaura, van ser casos destacats en l'informe d'Amnistia Internacional de 1993-94 Campanya Contra Desaparicions i Assassinats Polítics. El funeral de Polovina tingué lloc a Zagreb l'11 de març de 1997.
El 1992, Matica hrvatska va imprimir Històries de Vukovar (en croata: Priči iz Vukovara), una col·lecció d'històries de Glavašević. La traducció anglesa de la col·lecció es va publicar en 2011.